# Hongfatempel
De Hongfatempel is een boeddhistisch tempelcomplex in de Zuid-Kantonese stadsprefectuur Shenzhen. De tempel ligt in Oost-Shenzhen in het groene hart van de stad. De omgeving is een natuurpark met veel loofbomen. Het complex beslaat 30.000 m².

## Geschiedenis
De bouw van de tempel begon op 1 juli 1985. De architectuur is anders dan andere boeddhistische tempels op het vasteland van China. Het was het eerste religieuze bouwwerk in de Volksrepubliek dat na 1949 is gebouwd. Op 31 augustus 1990 kreeg de tempel officieel toestemming van de Shenzhense volksoverheid om religieuze rituelen uit te voeren.